# ダチョウらんど
ダチョウらんどは、沖縄県国頭郡今帰仁村にあるダチョウの動物園。
ダチョウに直接餌を与えることが可能。ダチョウの卵にも触れることができる。ダチョウの背中に乗る体験も可能。隣接の食事コーナーでは、ソーキそばやダチョウの肉が食べられる。

## 設置者
- 農業生産法人 有限会社 だちょう牧場

## 所在地
- 沖縄県国頭郡今帰仁村字平敷309番地

## 沿革
- 1991年：開園

## 施設
- ダチョウ牧場
- レストラン